# 10202 Mioaramandea
10202 Mioaramandea eller 1997 PE är en asteroid i huvudbältet som upptäcktes den 1 augusti 1997 av NEAT vid Haleakalā-observatoriet. Den är uppkallad efter Mioara Mandea.
Asteroiden har en diameter på ungefär 4 kilometer och den tillhör asteroidgruppen Vesta.